# IT-strategi
IT-strategi är en beteckning på strategisk ledning av IT-verksamhet som omfattas av IT-styrning, att ta fram en plan för att utveckla och säkerställa verksamhet med IT, inom området IKT-ledning samt affärsmässig IT-verksamhet.
Begreppet "IT-strategi" växte fram under tidigt 1990-tal på IT-avdelningar som en populär plan för att synliggöra affärskritisk IT-verksamhet. Till dags datum ser vi dokument som beskriver IT-leveranser, operationer, processer, utveckling (projekt) och hur vi bäst hanterar kopplingar mellan kärnverksamhet och IT, t.ex. riktlinjer för IT-frågor.
Omfattningen är informations- och informationsteknologi för organisationer som helhet eller avgränsade delar med fokus på olika utvecklingsområden. Vanligtvis omfattas vision, policy och handlingsplan med mätbara mål, aktiviteter (investeringar) samt regler för att styra IT-frågor eller prioritera IT-resurser. På mitten av 2000-talet började e-strategi, Digital Strategi och senare även Digital Agenda (Digitalisering) bli allt mer förekommande i Sverige och internationellt kopplat till IT-strategiska frågor eller strategisk IT-plan.
IT-strategi tas fram av IT-ledningen, t.ex. CIO och andra chefer som styr över IT-verksamheten och dess resurser. En IT-strateg är vanligtvis ansvarig för att utarbeta strategin på årsbasis medan IT-chefen säkerställer IT-strategin och ansvarar för att den genomförs. IT-ledningen ser till att strategin implementeras och realiserar IT-planen medan initiativet till att revidera strategin vanligtvis hanteras i samförstånd mellan IT- och verksamhetsledning. Samarbetet bör ske på flera nivåer och en IT-strategi bör innehålla en uppdaterad nulägesbeskrivning.
IT-styrning är ett exempel på vanligt förekommande strategiska IT-frågor och en tillämpning av strategisk ledning av IT-verksamhet. 
IT-ledning, styrning och samarbete över affärsmässig IT, är föremål för forskning och diskussion t.ex. kring roller, flera uppgifter för CIO funktionen.